# Michał Nowicki (aktor, reżyser)
Michał Nowicki (ur. 29 czerwca 1973 w Krakowie jako Anna Nowicka) – polski aktor i reżyser teatralny. Współzałożyciel oraz dyrektor Teatru BARAKAH w Krakowie (od 2004), wiceprezes Fundacji Dziesięciu Talentów na rzecz Teatru BARAKAH (od 2007). W latach 2015–2016 dyrektor Krakowskich Reminiscencji Teatralnych.

## Życiorys
Absolwent Wydziału Aktorskiego w Państwowej Wyższej Szkole Teatralnej im. Ludwika Solskiego w Krakowie (1997). Zadebiutował w 1995 w „Lunatykach” w reżyserii Krystiana Lupy w Narodowym Starym Teatrze w Krakowie. W 2004 wspólnie z Moniką Kufel założyli Teatr BARAKAH w Krakowie, a w 2007 z ich inicjatywy powstała Fundacja Dziesięciu Talentów na rzecz Teatru BARAKAH, której celem jest m.in. prowadzenie i działalność Teatru BARAKAH. Około 2023 roku dokonał tranzycji płci. 

## Dorobek artystyczny
Od 1995 pracował przy spektaklach. Od 2004 wyreżyserował kilkadziesiąt spektakli w Polsce, w teatrach instytucjonalnych i nieinstytucjonalnych w: Teatrze BARAKAH („Szafa”, „Cin”, „Klinika dobrej śmierci”, „Damska toaleta”, „Szyc”, „Jednoręki ze Spokane”, „Statek dla lalek”, „Martwe wesele”, „Królowa wanny”, „Dyktanda”, „Wkrótce nadejdzie ten czas”, „Elling”, „Ja, Sendlerowa”, „Misery”, „Przełamując fale”, „Twin Peaks: do drzwi czerwonych zapukam”, „Jenner: zostać sobą. Świat według Kardashianów”, „Rosemary”, „Requiem dla snów”, dwanaście odcinków spektaklu pt. „Nocy Waniliowych Myszy” oraz opieka reżyserska przy spektaklu „Jeszcze Polska nie zginęła”), Teatrze im. Juliusza Słowackiego w Krakowie (współreżyser wraz z Iwoną Kempą „Udręki życia” Hanocha Levina), Teatrze Nowym im. Tadeusza Łomnickiego w Poznaniu („Poper” Hanocha Levina) i Teatrze im. Wilama Horzycy w Toruniu („Porucznik z Inishmore” Martina McDonagh’a i „Body Art” Igora Bauersima). Zagrał m.in. w filmie Olgi Hajdas „Nina” oraz w Operze Krakowskiej – „Joanna D’Arc na stosie” w reż. Moniki Strzępki. W latach 1997–2011 pracował w Teatrze im. Ludwika Solskiego w Tarnowie. 

## Odznaczenia
- Brązowy Medal „Zasłużony Kulturze Gloria Artis” za dorobek artystyczny i działalność kulturalną w dziedzinie teatru (2024)[4][5][6].

## Nagrody (wybór)
- Nagroda aktorska na Festiwalu Teatralnym Talia w Tarnowie za rolę Meli w spektaklu „Moralność Pani Dulskiej” (1998)[1].
- Nagroda za reżyserię spektaklu „Szyc” na Ogólnopolskim Festiwalu Teatralnym Pierwszy Kontakt w Toruniu (2011)[7].
- Nagroda im. Leona Schillera za wybitne osiągnięcia w dziedzinie teatru, przyznana przez Związek Artystów Scen Polskich za prowadzenie Teatru BARAKAH (2012)[8].
- III miejsce w konkursie Krakowskie Złote Maski na najpopularniejszy spektakl Krakowa dla Nocy Waniliowych Myszy odc. 7. „Dżojstik zagłady!” w reż. Michała Nowickiego (2017)[9].
- Nagroda indywidualna za rolę w spektaklu „Inni ludzie” na XX Ogólnopolskim Festiwalu Dramaturgii Współczesnej „Rzeczywistość przedstawiona” w Zabrzu (2021)[10].
- Nagroda specjalna za koncepcję i reżyserię spektaklu „Twin Peaks: do drzwi czerwonych zapukam” ramach 12. edycji Konkursu o Nagrodę Teatralną im. Stanisława Wyspiańskiego (2023)[11].
- Nominacja w plebiscycie Osobowość Roku „Gazety Krakowskiej” w kategorii Kultura za „prowadzenie przez 20 lat jednego z najlepszych kameralnych teatrów w Polsce”[12].

## Stypendia
- Stypendium Ministra Kultury i Dziedzictwa Narodowego za projekt teatralny „Levin i inni – sceny z życia” (2011)[13].
- Stypendium Ministra Kultury i Dziedzictwa Narodowego za projekt „e-scena” (2020)[13].